# Kleingebiet Balassagyarmat
Das Kleingebiet Balassagyarmat (ungarisch Balassagyarmati kistérség) war bis Ende 2012 eine ungarische Verwaltungseinheit (LAU 1) innerhalb des Komitats Nógrád in Nordungarn. Im Zuge der Verwaltungsreform Anfang 2013 gingen alle 29 Ortschaften komplett in den nachfolgenden Kreis Balassagyarmat (ungarisch Balassagyarmati járás) über.
Ende 2012 lebten im Kleingebiet 39.829 Einwohner auf einer Fläche von 532,94 km². Die Bevölkerungsdichte lag mit 75 Einwohnern/km² geringfügig unterhalb der des Komitats (79 Einwohner/km²).
Der Verwaltungssitz befand sich in der einzigen Stadt, Balassagyarmat (16.055 Ew.).

## Ortschaften
| Balassagyarmat | Becske       | Bercel     | Cserháthaláp | Cserhátsurány |
| Csesztve       | Csitár       | Debercsény | Dejtár       | Drégelypalánk |
| Érsekvadkert   | Galgaguta    | Herencsény | Hont         | Hugyag        |
| Iliny          | Ipolyszög    | Ipolyvece  | Magyarnándor | Mohora        |
| Nógrádkövesd   | Nógrádmarcal | Őrhalom    | Patak        | Patvarc       |
| Szanda         | Szécsénke    | Szügy      | Terény       |               |